# Canoa/kayak ai Giochi della XVII Olimpiade - K1 4x500 metri maschile
La competizione della Staffetta K1 4x500 metri maschile di Canoa/kayak ai Giochi della XVII Olimpiade si è disputata nei giorni dal 26 al 29 agosto 1960 nel bacino del Lago Albano a Castel Gandolfo.

## Programma
| Data           | Round        | Nota                                            |
| -------------- | ------------ | ----------------------------------------------- |
| 26 agosto 1960 | 3 Batterie   | I primi 2 in semifinale. I restanti ai recuperi |
| 26 agosto 1960 | 3 Recuperi   | I primi 2 in semifinale.                        |
| 27 agosto 1960 | 3 Semifinali | I primi 2 finale                                |
| 29 agosto 1960 | Finale       |                                                 |

## Risultati

### Batterie
| Pos. | Nazione        | Atleti                                                                    | Tempo   |
| ---- | -------------- | ------------------------------------------------------------------------- | ------- |
| 1    | Paesi Bassi    | Cees Lagrand, Antonius Geurts Guillaume Weijzen, Ruud Knuppe              | 8'04"02 |
| 2    | Gran Bretagna  | Ronald Rhodes, Raymond Blick Robert Lowery, Edward Cronk                  | 8'17"29 |
| 3    | Austria        | Walter Buchgraber, Hermann Salzner Karl Leitner, Herbert Wiedermann       | 8'20"16 |
| 4    | Svizzera       | Hans Straub, Werner Weber Robert Zika, Roland Huber                       | 8'26"40 |
| 5    | Stati Uniti    | Chick Dermond, Charles Lundmark Robert O'Brien, John Pagkos               | 8'29"21 |
| -    | Cecoslovacchia | Ladislav Čepčianský, Miroslav Pavelec Vladimír Špaček, František Vršovský | DQ      |

| Pos. | Nazione          | Atleti                                                                 | Tempo   |
| ---- | ---------------- | ---------------------------------------------------------------------- | ------- |
| 1    | Germania         | Dieter Krause, Günter Perleberg Paul Lange, Friedhelm Wentzke          | 7'54"38 |
| 2    | Unione Sovietica | Igor Pisarev, Anatoly Kononenko Fedir Liakhovskiy, Volodymyr Natalukha | 8'00"36 |
| 3    | Danimarca        | Erik Hansen, Helmuth Nyborg Sørensen Arne Høyer, Erling Jessen         | 8'03"55 |
| 4    | Italia           | Cesare Zilioli, Renato Ongari Alberto Schiavi, Annibale Berton         | 8'10"76 |
| 5    | Belgio           | Hendrik Verbrugghe, Germain Van De Moere Robert De Waele, Yvan Decock  | 8'44"33 |
| 6    | Francia          | Henri Amazouze, Jean Houde Pierre Derivery, Jean Friquet               | 8'44"48 |

| Pos. | Nazione   | Atleti                                                                   | Tempo   |
| ---- | --------- | ------------------------------------------------------------------------ | ------- |
| 1    | Ungheria  | Imre Szöllősi, Imre Kemecsey András Szente, György Mészáros              | 7'50"51 |
| 2    | Svezia    | Carl von Gerber, Åke Nilsson Gert Fredriksson, Sven-Olov Sjödelius       | 7'56"24 |
| 3    | Romania   | Mircea Anastasescu, Aurel Vernescu Ion Sideri, Stavru Teodorov           | 7'59"81 |
| 4    | Polonia   | Stefan Kapłaniak, Władysław Zieliński Ryszard Skwarski, Ryszard Marchlik | 8'06"98 |
| 5    | Australia | Dennis Green, Barry Stuart Phil Coles, Allan Livingstone                 | 8'17"52 |
| 6    | Finlandia | Juhani Helenius, Paavo Vaskio Torbjörn Blomqvist, Rolf Björklund         | 8'21"38 |

### Recuperi
| Pos. | Nazione   | Atleti                                                              | Tempo   |
| ---- | --------- | ------------------------------------------------------------------- | ------- |
| 1    | Italia    | Cesare Zilioli, Renato Ongari Alberto Schiavi, Annibale Berton      | 8'06"48 |
| 2    | Australia | Dennis Green, Barry Stuart Phil Coles, Allan Livingstone            | 8'13"22 |
| 3    | Austria   | Walter Buchgraber, Hermann Salzner Karl Leitner, Herbert Wiedermann | 8'23"90 |

| Pos. | Nazione     | Atleti                                                                   | Tempo   |
| ---- | ----------- | ------------------------------------------------------------------------ | ------- |
| 1    | Danimarca   | Erik Hansen, Helmuth Nyborg Sørensen Arne Høyer, Erling Jessen           | 7'58"40 |
| 2    | Polonia     | Stefan Kapłaniak, Władysław Zieliński Ryszard Skwarski, Ryszard Marchlik | 8'06"80 |
| 3    | Stati Uniti | Chick Dermond, Charles Lundmark Robert O'Brien, John Pagkos              | 8'18"51 |
| 4    | Francia     | Henri Amazouze, Jean Houde Pierre Derivery, Jean Friquet                 | 8'20"87 |

| Pos. | Nazione   | Atleti                                                                | Tempo   |
| ---- | --------- | --------------------------------------------------------------------- | ------- |
| 1    | Romania   | Mircea Anastasescu, Aurel Vernescu Ion Sideri, Stavru Teodorov        | 7'58"61 |
| 2    | Finlandia | Juhani Helenius, Paavo Vaskio Torbjörn Blomqvist, Rolf Björklund      | 8'09"43 |
| 3    | Belgio    | Hendrik Verbrugghe, Germain Van De Moere Robert De Waele, Yvan Decock | 8'11"24 |
| 4    | Svizzera  | Hans Straub, Werner Weber Robert Zika, Roland Huber                   | 8'36"57 |

### Semifinali
| Pos. | Nazione          | Atleti                                                                   | Tempo   |
| ---- | ---------------- | ------------------------------------------------------------------------ | ------- |
| 1    | Unione Sovietica | Igor Pisarev, Anatoly Kononenko Fedir Liakhovskiy, Volodymyr Natalukha   | 7'53"86 |
| 2    | Polonia          | Stefan Kapłaniak, Władysław Zieliński Ryszard Skwarski, Ryszard Marchlik | 7'57"54 |
| 3    | Paesi Bassi      | Cees Lagrand, Antonius Geurts Guillaume Weijzen, Ruud Knuppe             | 7'58"44 |
| 4    | Italia           | Cesare Zilioli, Renato Ongari Alberto Schiavi, Annibale Berton           | 7'59"21 |

| Pos. | Nazione   | Atleti                                                             | Tempo   |
| ---- | --------- | ------------------------------------------------------------------ | ------- |
| 1    | Germania  | Dieter Krause, Günter Perleberg Paul Lange, Friedhelm Wentzke      | 7'43"92 |
| 2    | Danimarca | Erik Hansen, Helmuth Nyborg Sørensen Arne Høyer, Erling Jessen     | 7'52"29 |
| 3    | Svezia    | Carl von Gerber, Åke Nilsson Gert Fredriksson, Sven-Olov Sjödelius | 7'55"05 |
| 4    | Finlandia | Juhani Helenius, Paavo Vaskio Torbjörn Blomqvist, Rolf Björklund   | 8'21"25 |

| Pos. | Nazione       | Atleti                                                         | Tempo   |
| ---- | ------------- | -------------------------------------------------------------- | ------- |
| 1    | Ungheria      | Imre Szöllősi, Imre Kemecsey András Szente, György Mészáros    | 7'50"03 |
| 2    | Romania       | Mircea Anastasescu, Aurel Vernescu Ion Sideri, Stavru Teodorov | 7'58"21 |
| 3    | Australia     | Dennis Green, Barry Stuart Phil Coles, Allan Livingstone       | 8'09"02 |
| 4    | Gran Bretagna | Ronald Rhodes, Raymond Blick Robert Lowery, Edward Cronk       | 8'11"52 |

### Finale
| Pos.    | Nazione          | Atleti                                                                   | Tempo   |
| ------- | ---------------- | ------------------------------------------------------------------------ | ------- |
| Oro     | Germania         | Dieter Krause, Günter Perleberg Paul Lange, Friedhelm Wentzke            | 7'39"43 |
| Argento | Ungheria         | Imre Szöllősi, Imre Kemecsey András Szente, György Mészáros              | 7'44"02 |
| Bronzo  | Danimarca        | Erik Hansen, Helmuth Nyborg Sørensen Arne Høyer, Erling Jessen           | 7'46"09 |
| 4       | Polonia          | Stefan Kapłaniak, Władysław Zieliński Ryszard Skwarski, Ryszard Marchlik | 7'49"93 |
| 5       | Unione Sovietica | Igor Pisarev, Anatoly Kononenko Fedir Liakhovskiy, Volodymyr Natalukha   | 7'50"72 |
| 6       | Romania          | Mircea Anastasescu, Aurel Vernescu Ion Sideri, Stavru Teodorov           | 7'53"00 |